# Нора Алеман
Нора Алеман (на испански: Nora Alemán) е мексиканска писателка и сценаристка, изградила кариерата си в компания Телевиса. През 1963 г. завършва специалност „Политически науки“ във Факултета по политически и обществени науки към Националния автономен университет на Мексико.
През 1978 г. започва работа в Телевиса като директор продукция на теленовелите Вивиана, Богатите също плачат и Върховно изпитание, продуцирани от Валентин Пимстейн.
Първата теленовела, която пише, е Валерия и Максимилиано от 1991 г. Сред най-известните ѝ сценарии на теленовели са: Лъжата (1998), Ад в рая (1999), Убежище за любовта (2012) и Просто Мария (2015).

## Творчество

### Оригинални истории
- Ад в рая (1999)
- Вината (1996)
- Валерия и Максимилиано (1991-1992)

### Адаптации
- Първа част на Просто Мария (2015-2016) с Габриела Ортигоса, оригинал от Селия Алкантара
- Първа част на Завинаги любов моя (2013) с Денис Пфейфер, оригинал от Абел Санта Крус и Ерик Вон
- Убежище за любовта (2012) с Хеорхина Тиноко, оригинал от Делия Фиайо
- Средна част на Семейство с късмет (2011) с Алехандро Поленс и Мария Антониета „Калу“ Гутиерес, оригинал от Адриана Лоренсон и Марио Шахрис
- Лъжата (1998) оригинал от Каридад Браво Адамс

### Литературни редакции
- Първа част на Моята втора майка (1989) написана от Ерик Вон

### Нови версии, пренаписани от други
- Ранени души (2006) адаптация от Хосе Енрике Хименес, Гилермо Кесада и Мария Аухилио Саладо, нова версия на теленовелата Валерия и Максимилиано
- The guilt (1996-1997) адаптация от Майкъл Чейн, нова версия на Вината

### Директор продукция
- Върховно изпитание (1986)
- Първа част на Богатите също плачат (1979)
- Втора част на Вивиана (1978)

## Награди и номинации
Награди TVyNovelas
| Година | Категория                        | Теленовела | Резултат |
| ------ | -------------------------------- | ---------- | -------- |
| 1999   | Най-добър сценарий или адаптация | Лъжата     | Печели   |

Награди BRAVO
| Година | Категория           | Теленовела | Резултат |
| ------ | ------------------- | ---------- | -------- |
| 1999   | Най-добра адаптация | Лъжата     | Печели   |